# Обир
Обир (фр. Aubure) насеље је и општина у источној Француској у региону Алзас, у департману Горња Рајна која припада префектури Рибовиле.
По подацима из 2011. године у општини је живело 376 становника, а густина насељености је износила 76,73 становника/km². Општина се простире на површини од 4,9 km². Налази се на средњој надморској висини од 800 метара (максималној 1.144 m, а минималној 727 m).

## Демографија
| 1962. | 1968. | 1975. | 1982. | 1990. | 1999. | 2011. |
| ----- | ----- | ----- | ----- | ----- | ----- | ----- |
| 286   | 331   | 312   | 293   | 372   | 400   | 376   |

График промене броја становника у току последњих година